# Jiří Vosyka
Jiří Vosyka (* 8. června 1969) je bývalý český fotbalista, brankář.

## Fotbalová kariéra
Hrál za FC Union Cheb, Slováckou Slavii Uherské Hradiště, FC LeRK Brno, FC Viktoria Plzeň, MUS Most a v Německu za SpVgg Bayern Hof. V československé a české lize nastoupil k 97 utkáním.

## Ligová bilance
| Ročník                                   | Zápasy | Góly | Klub                                |
| ---------------------------------------- | ------ | ---- | ----------------------------------- |
| 1. československá fotbalová liga 1991/92 | 1      | 0    | FC Union Cheb                       |
| 1. česká fotbalová liga 1993/94          | 16     | 0    | FC Union Cheb                       |
| 1. česká fotbalová liga 1994/95          | 30     | 0    | FC Union Cheb                       |
| 1. česká fotbalová liga 1995/96          | 4      | 0    | FC Union Cheb                       |
| 1. česká fotbalová liga 1995/96          | 7      | 0    | FC Slovácká Slavia Uherské Hradiště |
| 1. česká fotbalová liga 1996/97          | 12     | 0    | FC Viktoria Plzeň                   |
| Gambrinus liga 1997/98                   | 11     | 0    | FC Viktoria Plzeň                   |
| Gambrinus liga 2000/01                   | 16     | 0    | FC Viktoria Plzeň                   |
| CELKEM                                   | 97     | 0    |                                     |